# Phytomyza nigritella
Phytomyza nigritella este o specie de muște din genul Phytomyza, familia Agromyzidae, descrisă de Zetterstedt în anul 1848.
Este endemică în Sweden. Conform Catalogue of Life specia Phytomyza nigritella nu are subspecii cunoscute.